# Le Mystérieux Voyage de Rien
 (août 2025).
Si vous disposez d'ouvrages ou d'articles de référence ou si vous connaissez des sites web de qualité traitant du thème abordé ici, merci de compléter l'article en donnant les références utiles à sa vérifiabilité et en les liant à la section « Notes et références ».
Le Mystérieux Voyage de Rien est le dix-neuvième roman de la femme de lettres canadienne Antonine Maillet. Publié en 2008, il raconte le voyage de Rien en compagnie de Personne et de Quelqu'un.